# Bahnhof Visp

Der Bahnhof Visp liegt im Zentrum der politischen Gemeinde Visp. Er ist der meistbefahrene Bahnhof im Schweizer Kanton Wallis. Täglich verkehren etwa 20'600 Passagiere.

## Umbau 2006
Als Ergebnis eines Architekturwettbewerbs entstand ein blaues, vierstöckiges Glasgebäude. Beim Bahnhof Visp arbeiten wenige Rangierarbeiter der Matterhorn-Gotthard-Bahn und das Schalterpersonal der Ticket-Ausgabe. Das Bahnhofgebäude wird auch kommerziell genutzt; eine Augenklinik, einige Läden und eine Apotheke sind dort zu finden.
Nach dem Neubau des Lötschberg-Basistunnels wurde der Bahnhof Visp für umliegende Städte wie Sitten, Martigny und Wintersportgebiete wie Saas-Fee, Saas-Grund und Zermatt zu einem Umsteigebahnhof, da der Tunnel kurz vor Visp endet und die grösseren Städte umfährt. Mit Ausnahme des EuroCitys Genf–Mailand (–Venedig) und teilweise des Glacier-Express St. Moritz–Zermatt halten in Visp nun alle Personenzüge.

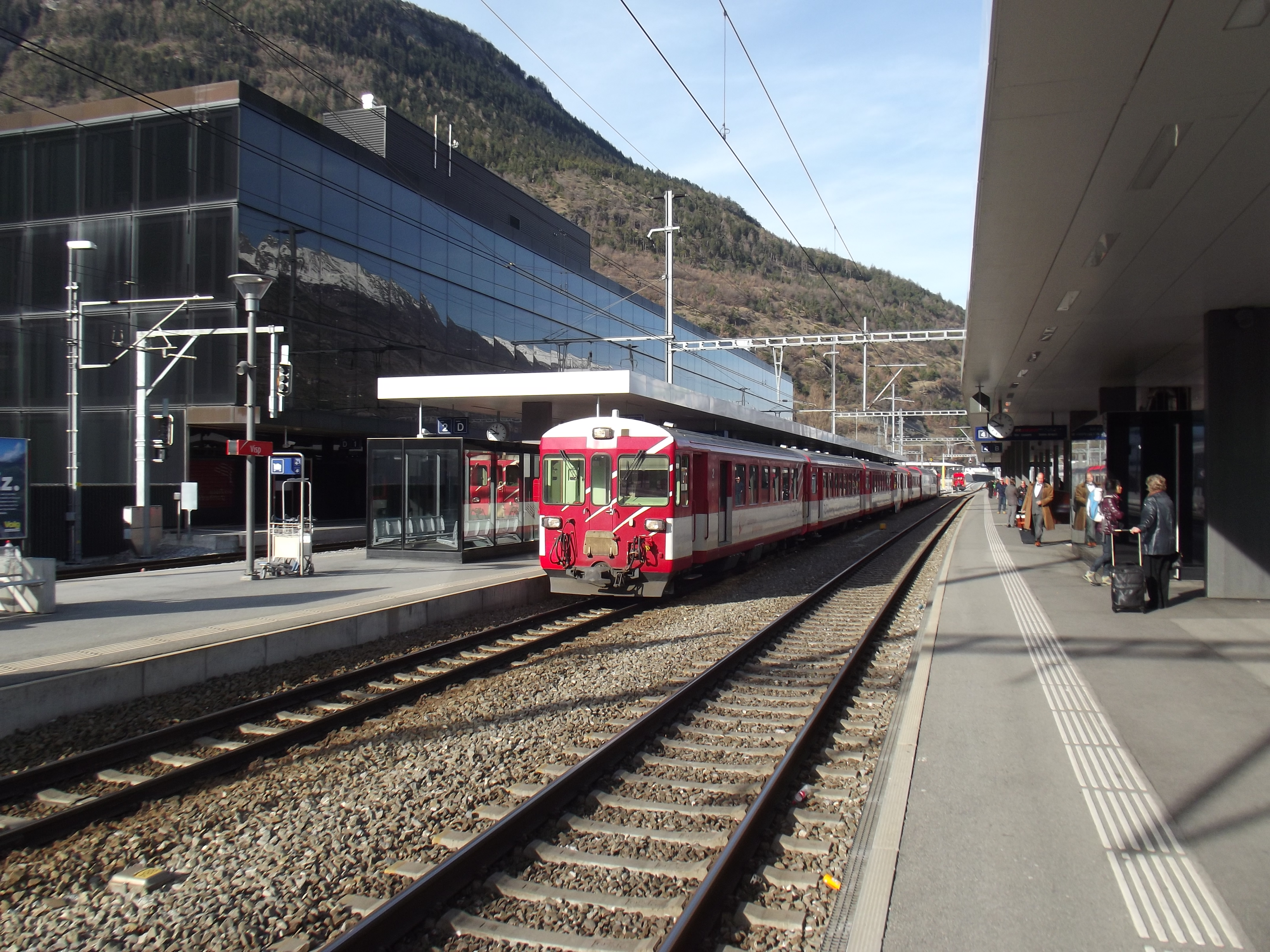
Bahnhof Visp (2014)

Durch den Neubau des Bahnhofes wuchs die Einwohnerzahl Visps an. Hatte es 2006 noch 6500 Einwohner, waren es 2008 schon 7100 Einwohner. Das ist ein Zuwachs von fast zehn Prozent in zwei Jahren. Grund dafür ist auch die durch den Bahnhof neu entstandene Siedlungsfläche Visp-West, welche in nur drei Jahren weiter 3000 Bürger ansiedeln soll. Seither ist eher eine Stagnation der Einwohnerzahl zu verzeichnen. Ende 2011 hatte Visp erst 7191 Einwohner. Die Stadt leidet am grossen Durchgangsverkehr. Entlastung soll die in Bau befindliche A9-Umfahrung bringen.
2007 wurde der Bahnhof Visp mit dem FLUX-Preis für besonders gut konzipierte Verkehrsknoten ausgezeichnet.

## Postautostation
Visp verfügt über ein gut ausgebautes Postautonetz. Mindestens stündlich werden die umliegenden Gemeinden wie Visperterminen, Bürchen, Saas Grund und anderen Ortschaften angefahren. Durch das Postautonetz wurde Visp zu einem Gewerbezentrum der umliegenden Gemeinden. Das kann man auch daran erkennen, dass Visp mehr Arbeitsstellen als Einwohner hat.

## Regelmässig verkehrende Züge

### Fernverkehr
- Basel SBB – Bern – Brig – Milano Centrale   TT
- 6 Basel SBB – Bern – Brig ( oder ) ( oder FZ) BZ FS RZ
- 8 Brig – Bern – Zürich HB – Romanshorn   BZ FS RZ
- 90 Genève-Aéroport – Lausanne – Brig

### Nahverkehr
- Visp–Brig, halbstündlich, Fahrzeit: ca. 0:11
- Visp–Stalden–Zermatt, stündlich, Fahrzeit: ca. 1:04
- Visp–Brig–Andermatt, stündlich, Fahrzeit: ca. 2:29
- Visp–Stalden, stündlich, Fahrzeit: ca. 0:10

## Bilder

Neuer Bahnhof
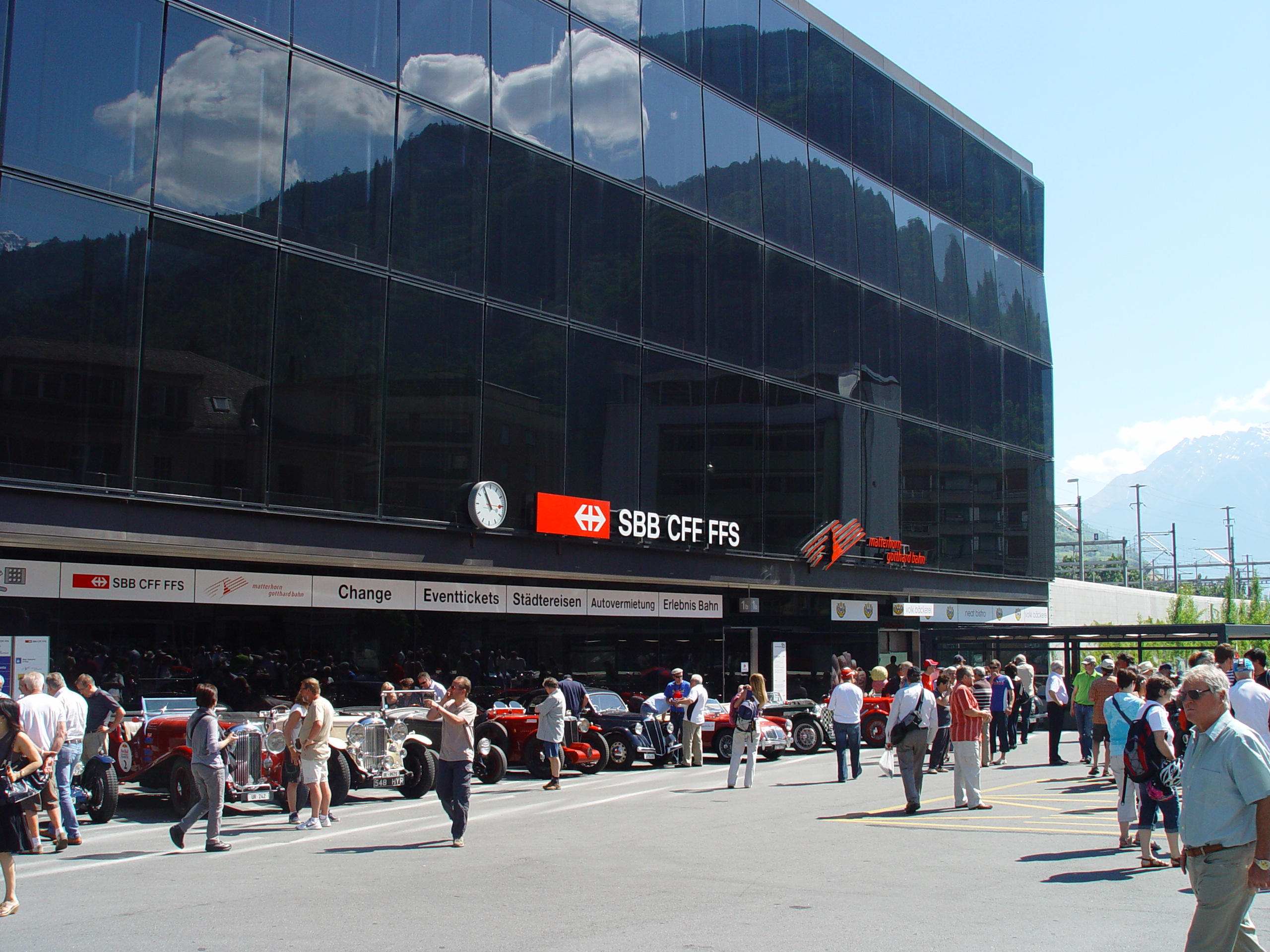
Bahnhofgebäude, Strassenseite (2010)
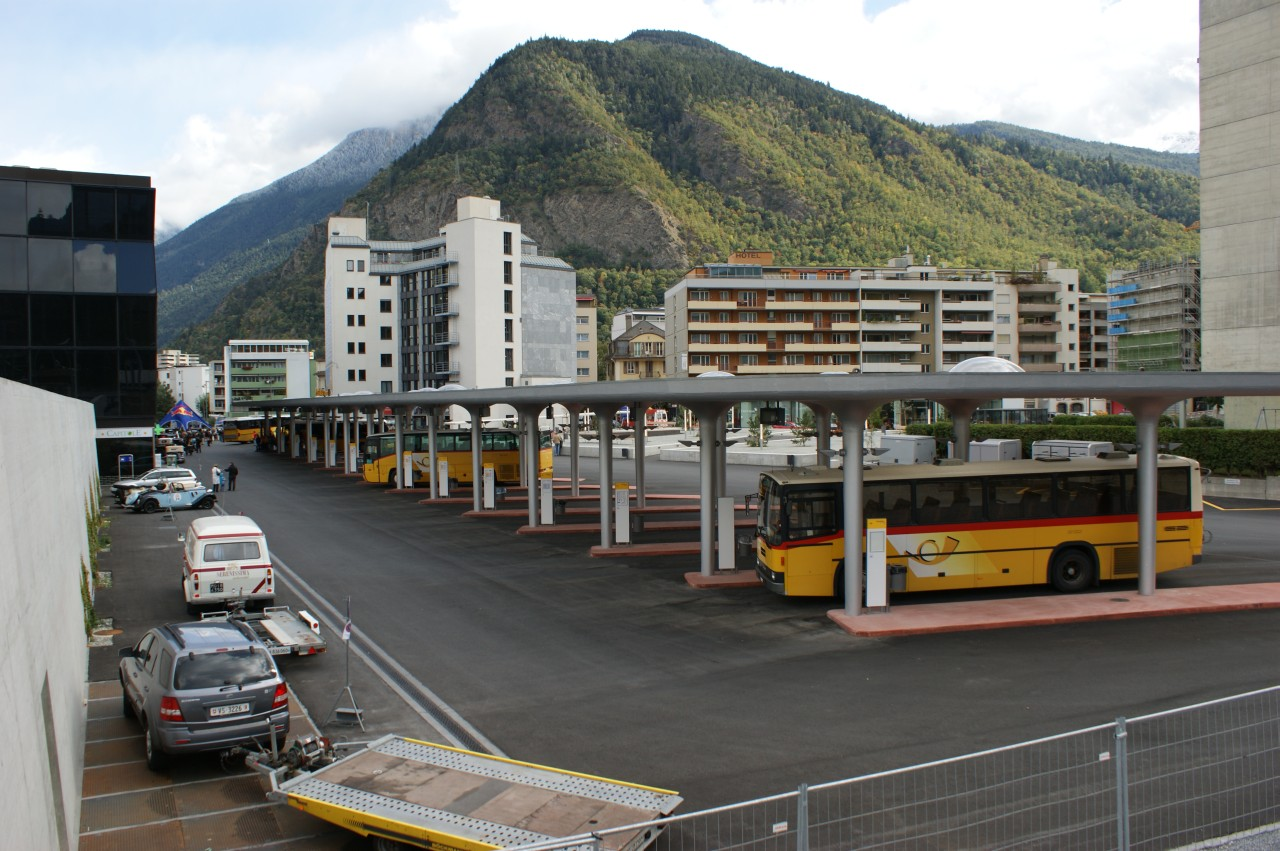
Bahnhof Visp, Blick auf die Postautostation vom Hausperron aus (2008)
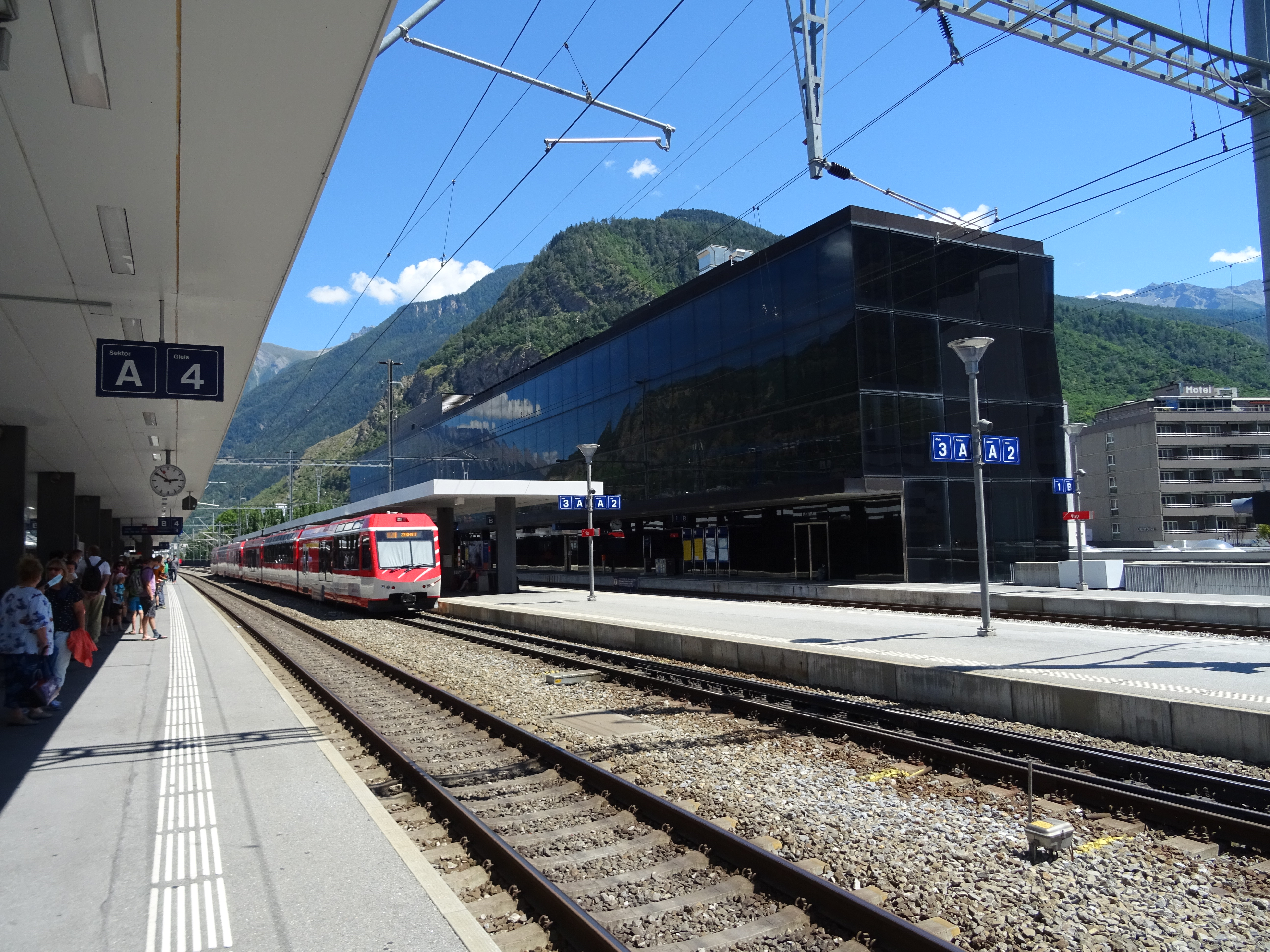
Bahnhofgebäude Bahnseite (2020)
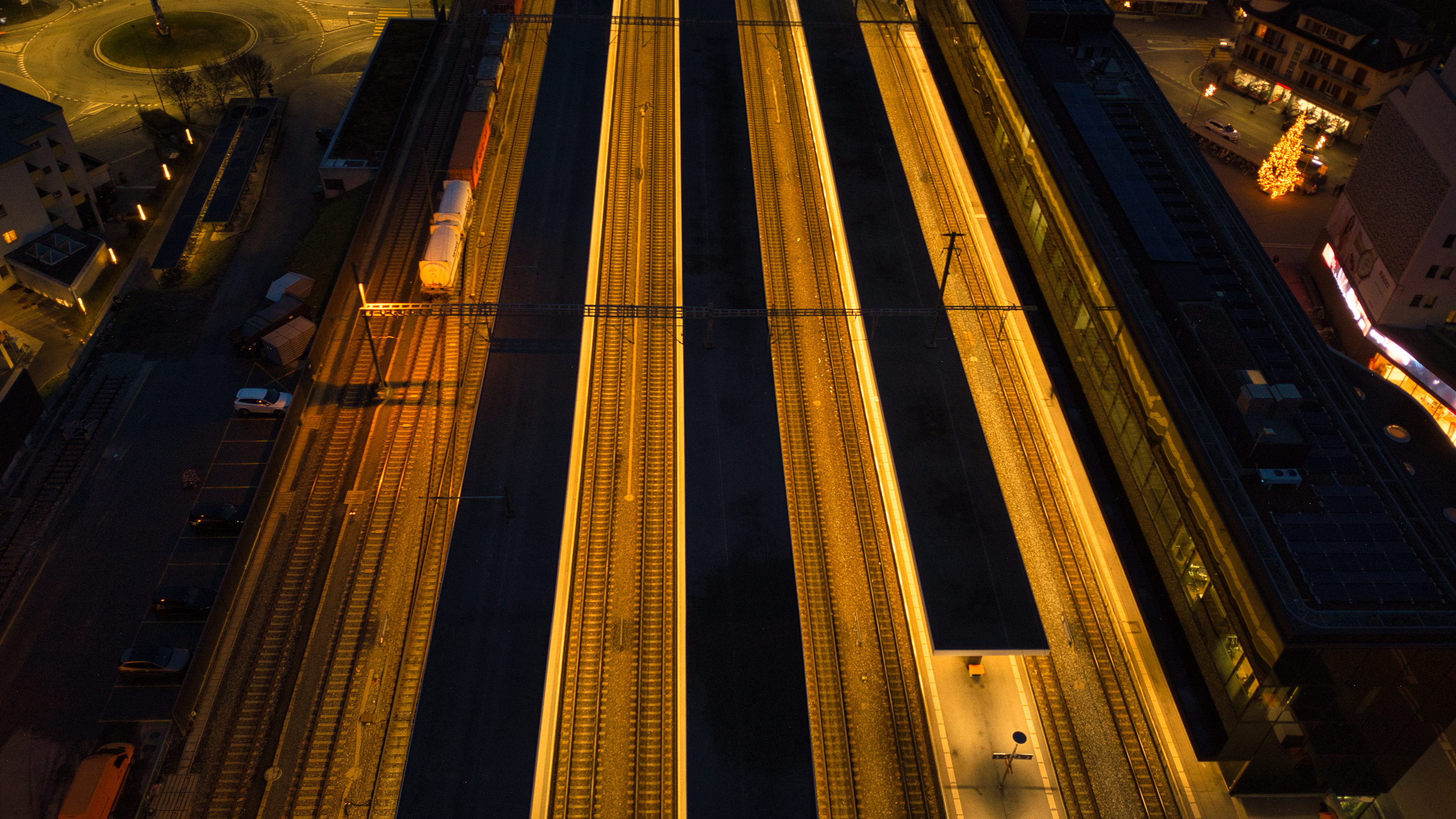
Visp Bahnhof am Abend

Alter Bahnhof
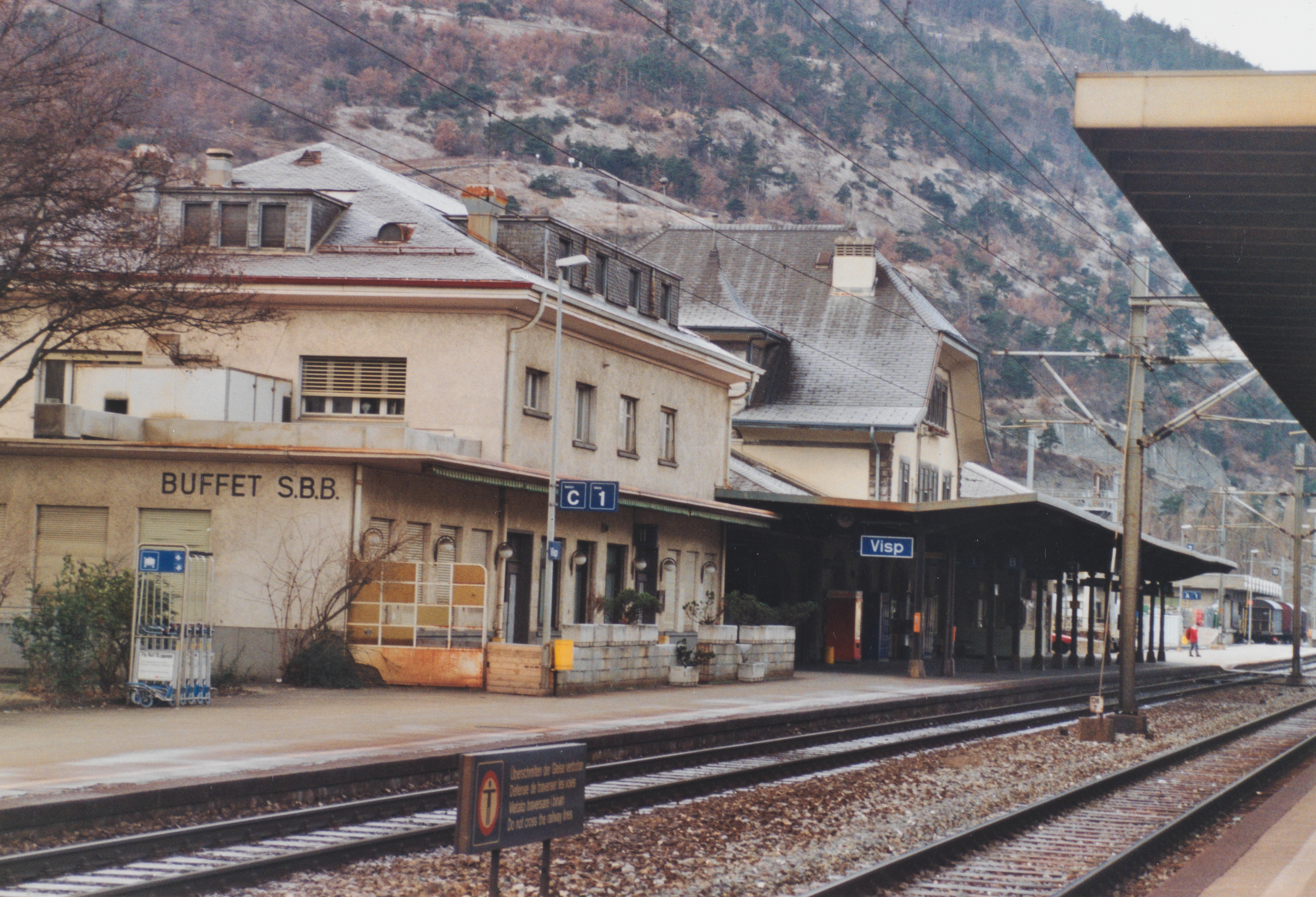
Altes Buffet- und Bahnhofgebäude Bahnseite (2003)
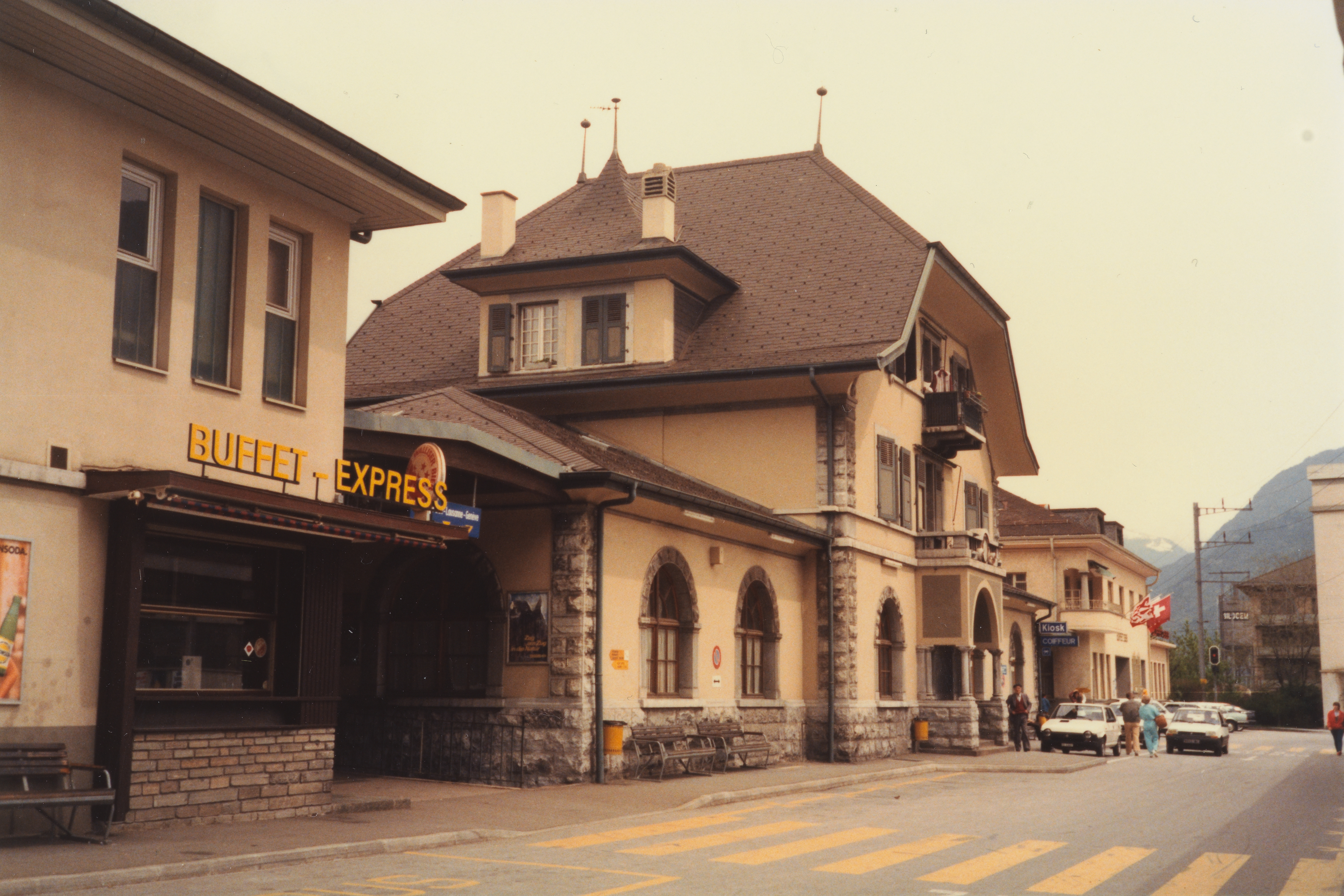
Altes Buffet- und Bahnhofgebäude Strassenseite (1984)
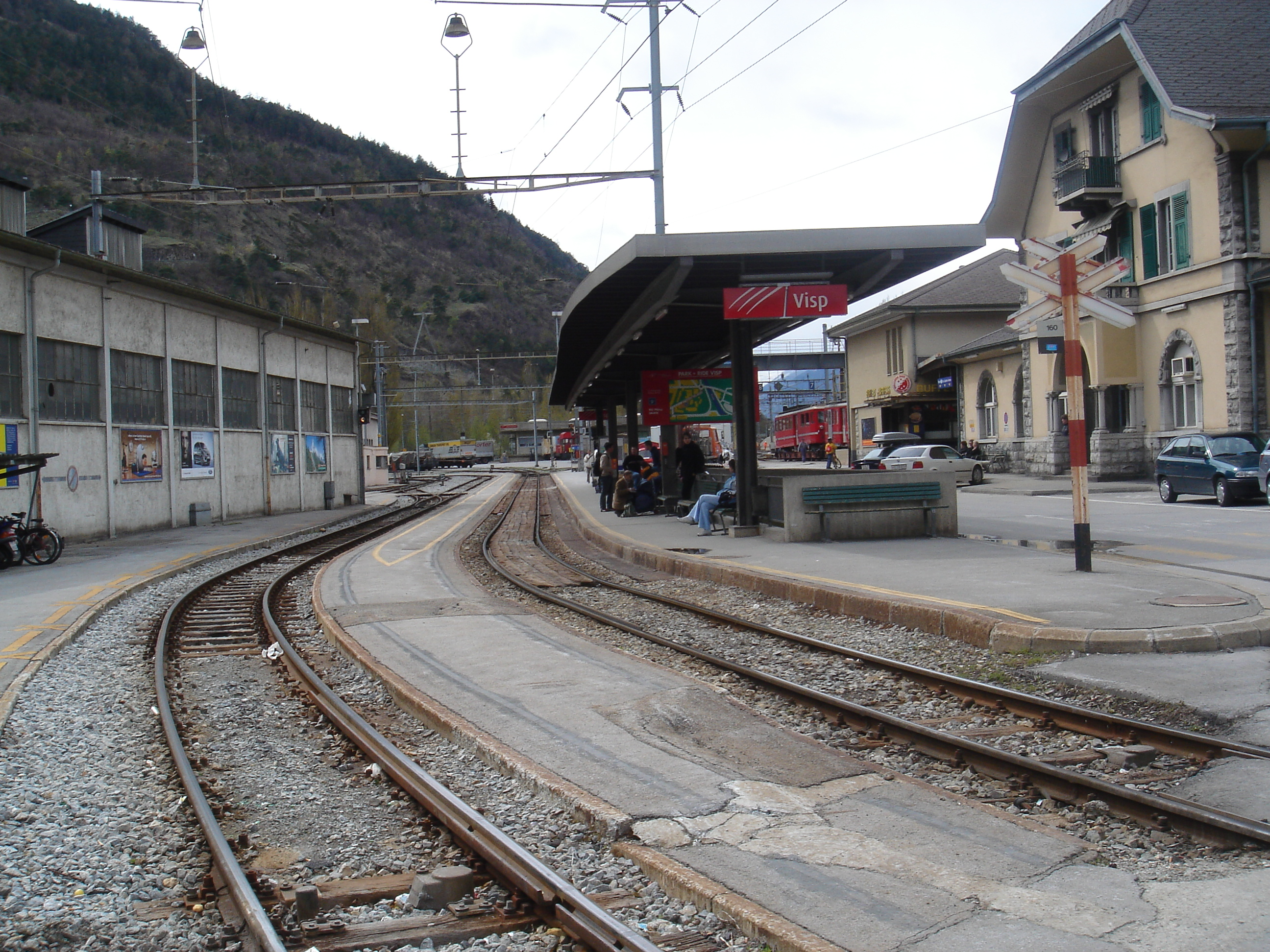
Der alte Bahnhof Visp mit den MGB-Gleisen auf dem Bahnhofplatz (2005)
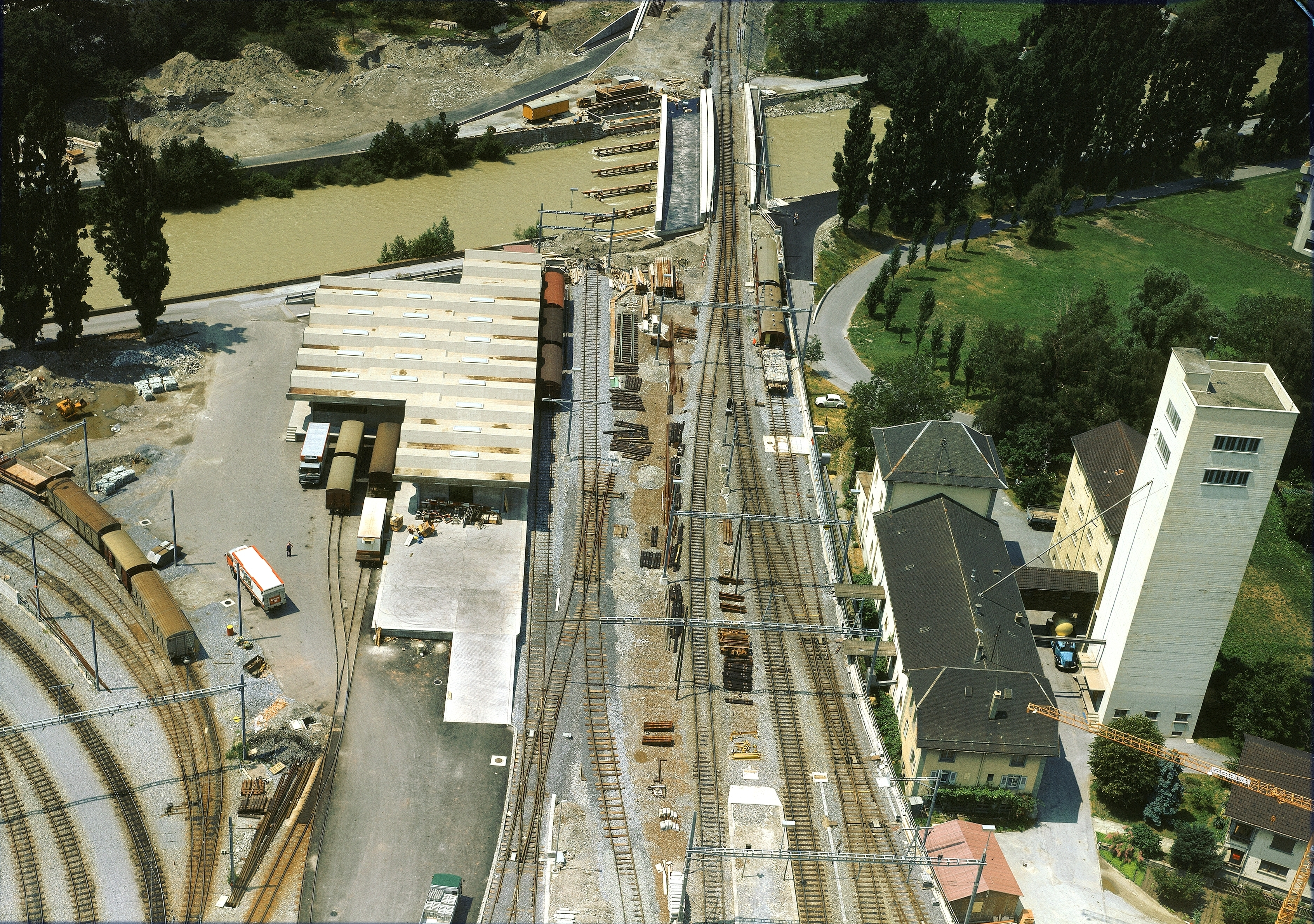
Güterbahnhof (1977)